# Gas Gas
Gas Gas est un constructeur espagnol de motocyclettes fondé en 1985 et basé à Salt, près de Gérone. La marque a fusionné avec le constructeur espagnol Ossa en 2014, puis a été rachetée par l'autrichien KTM en 2019.
En 2021, Gas Gas se construit une équipe solide pour le célèbre rallye du Dakar avec le rookie Daniel Sanders et l'expérimenté Sam Sunderland. À l'issue d'une édition 2022 mouvementée et forte en sensation, Gas Gas remporte son premier Dakar grâce à Sam Sunderland.

## Présentation
Le constructeur élabore surtout des motos tout-terrain de 50 cm3 et moins (mini motos), 80 cm3, 125 cm3, 200 cm3, 250 cm3, 280 cm3, 300 cm3 et 450 cm3, des quads (et line K) 50 cm3, 125 cm3, 250 cm3, 450 cm3. Il ne fabrique ses propres moteurs que depuis 1996, ceux-ci étant auparavant fournis par TM, un constructeur italien.
La marque propose des motos de trial, d'enduro et de moto-cross (jusqu'en 2004) dont les modèles phares sont les EC (enduro) 125, 200, 250 et 300 cm3, et TXT 125, 250 et 280 (trial).

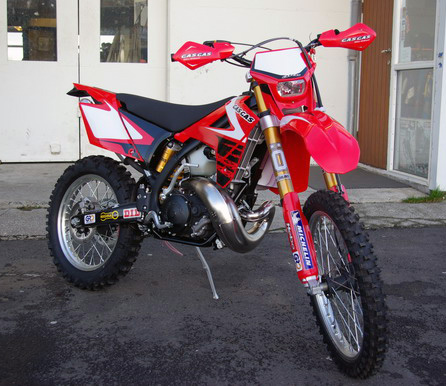
La Gas Gas EC Racing.
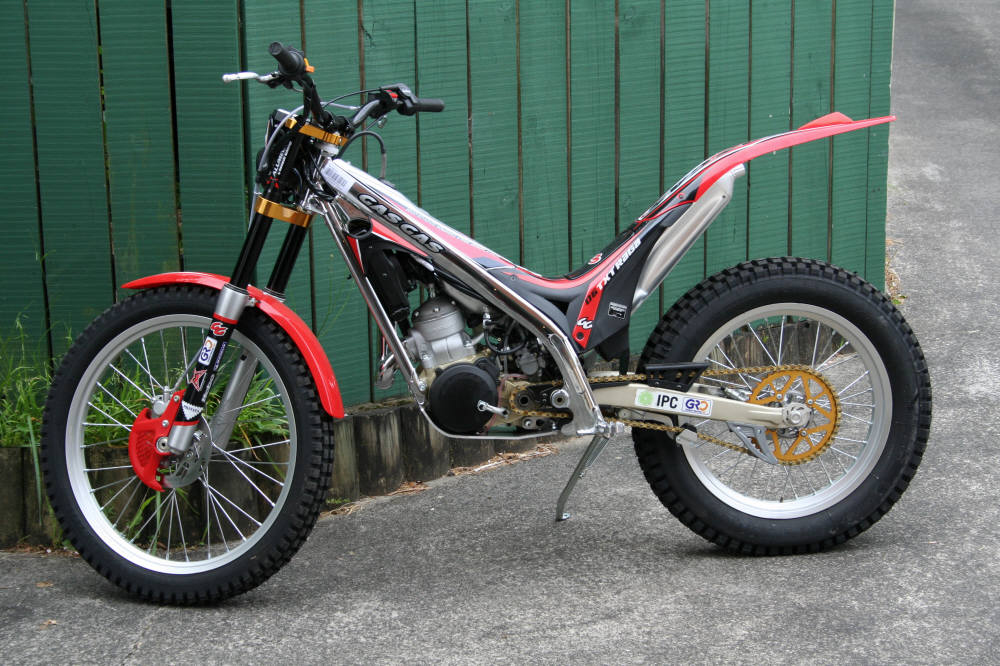
Un modèle de trial 125 cm3 (2006).
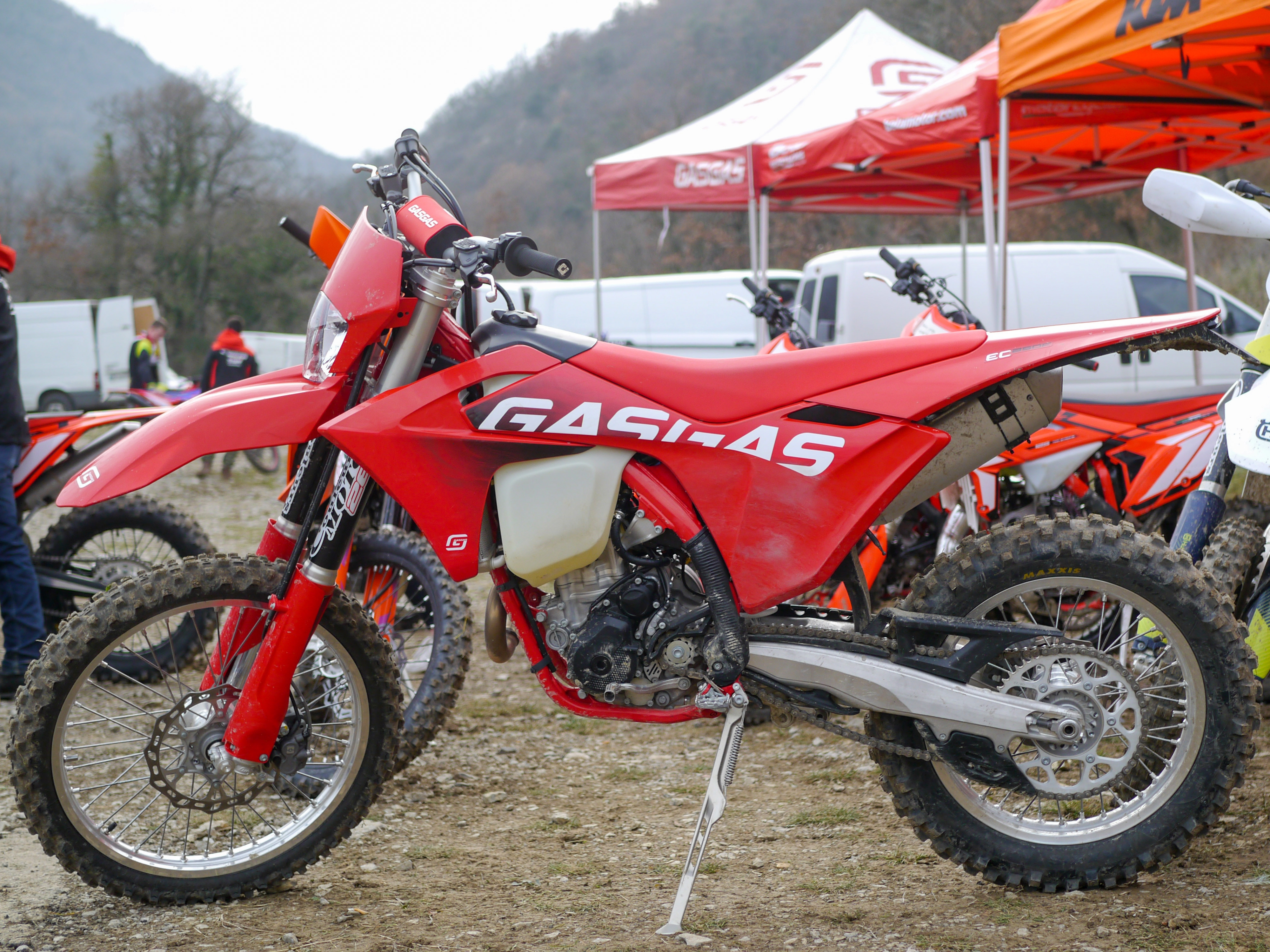
Gas Gas EC250f de 2024.

Avant 2007, Gas Gas avait pour principale caractéristique de produire chaque cylindrée enduro/cross dans une couleur différente : jaune pour le 125/200, rouge pour le 250 et bleu pour la 300 EC. À partir de 2007, les motos ont évolué vers un habillage unique rouge avec de nombreuses innovations (phare à LED, double courbe d'allumage au guidon, etc.). En 2010 puis 2012, les motos ont encore subi de nombreuses améliorations. En 2010 apparaissent au catalogue des modèles 4-temps de 250 et 450 cm3 équipés de moteurs Yamaha (par ailleurs montés sur les WRF de chez Yamaha). En 2013 est apparu également un modèle 300 cm3 4-temps, toujours sur la base du moteur yamaha 250 wrf.
Les Gas Gas sont également disponibles en série limitée à la « gloire » de pilote de la marque ou en replica « six days », avec un niveau d'équipement revu à la hausse ainsi que leur tarif. On peut les acheter également en version « öhlins », équipées de l'amortisseur et de la fourche TTX de cette fameuse marque.
Gas Gas construit également des motos 250 cm3 spécialement conçues pour jouer au moto-ball. Cette fabrication a commencé en 1998. Ces machines sont vendues dans les sept pays où le moto-ball est pratiqué : la France, l'Allemagne, la Russie, la Biélorussie, l'Ukraine, la Lituanie et les Pays-Bas.

## Palmarès
Vainqueur du Rallye Dakar
| Saison | Pilote         | Moto                 |
| ------ | -------------- | -------------------- |
| 2022   | Sam Sunderland | Gas Gas Factory Team |